# Língua rushani
Rushani é um dialeto da língua shughni (ou Shughnani), ou, segundo alguns, uma língua separada. É uma das línguas pamir falada no Afeganistão e no Tadjiquistão. A área "Roshan" se localiza no norte do distrito de Shighnan, província Badakhshan, Afeganistão. Roshan é composta de seis vilas, das quais cinco se situam ao longo do rio Panj,na fronteira com o Tadjiquistão. A maioria dos falantes Rushani são ismaelitas do do Islamismo xiita.

## Escrita
O dialeto Rushani usa o alfabeto latino com 35 símbolos que incluem as letras tradicionais e letras com diacríticos. Há mais o grupo Dz e três vogais breves.